# Escuela Militar (station)
Escuela Militar är en tunnelbanestation i tunnelbanesystemet Metro de Santiago i Santiago, Chile. Stationen var mellan 1980 och 2009 en av två ändstationer på linje 1 (den andra är San Pablo). 2009 invigdes en sträckan mellan Escuela Militar och Plaza Los Domínicos Den nästföljande stationen i riktning mot San Pablo är Alcántara. Det finns dock en planerad utbyggnad till Plaza Los Domínicos, vilket då kommer att bli ändstation istället för Escuela Militar.